# The Outsiders (band)
The Outsiders was een Amsterdamse nederbeatband onder aanvoering van zanger Wally Tax. De band werd door Tax in 1960 opgericht toen hij 12 jaar was. In eerste instantie speelde de band voornamelijk in Amsterdamse gelegenheden. Later toerden de Outsiders door het hele land.

## Bezetting
- Leendert Groenhoff - zang (voor 1965)
- Piet Sanstra - gitaar (voor 1965)
- Appie Rammers - basgitaar (tot 1968, terug in 1969)
- Leendert Busch - drums
- Ronald Splinter - gitaar
- Tom Krabbendam - gitaar (tot 1967)
- Wally Tax - gitaar, mondharmonica, zang (vanaf 1965)
- Frank Beek- gitaar, basgitaar, toetsen (vanaf 1968)
- Tony Leroy - gitaar, korte periode in 1967, was eerst roadie van de groep

## Biografie

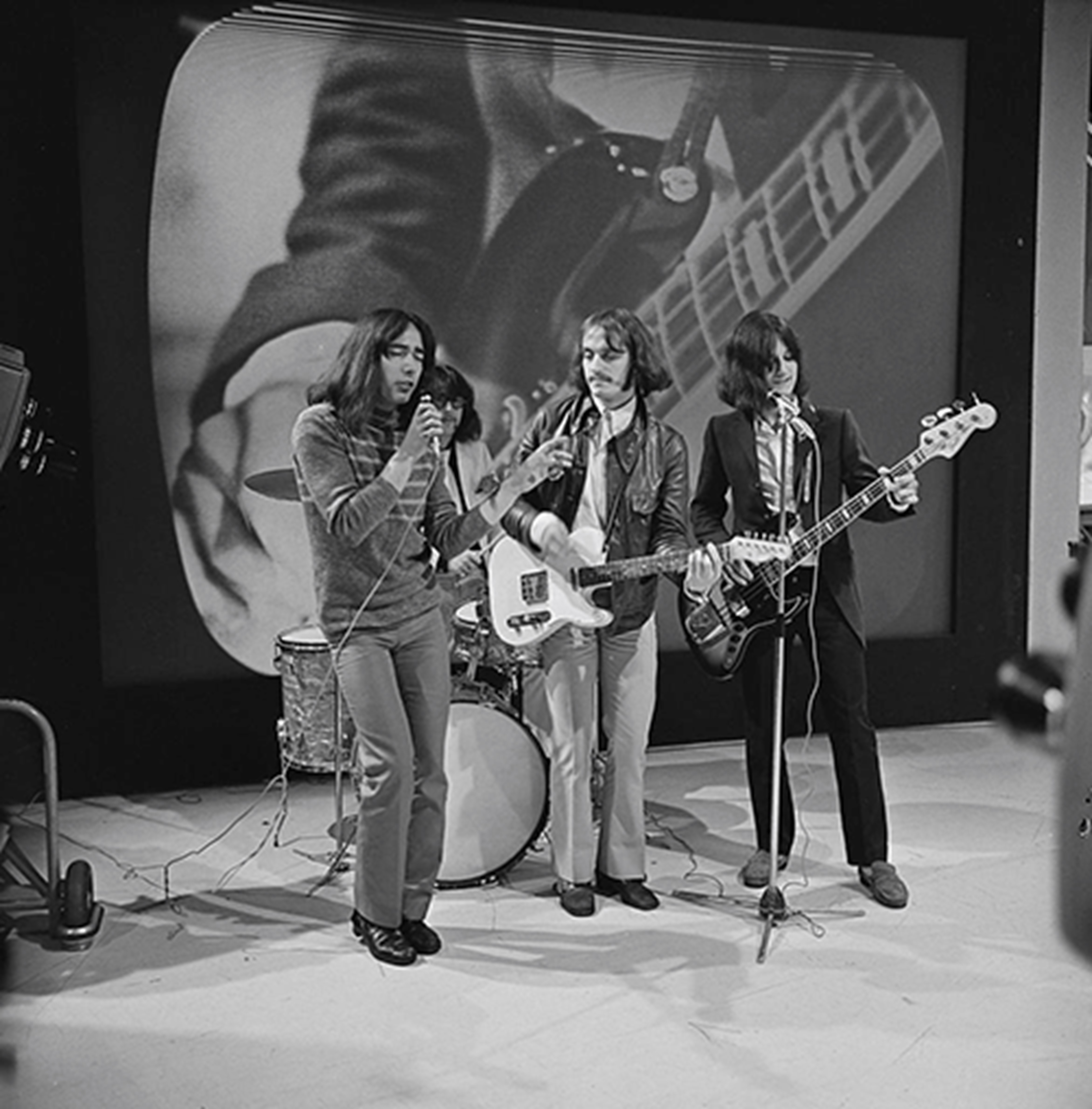
The Outsiders (Fenklup, 1968)

The Outsiders speelden in het voorprogramma van het tweede optreden van The Rolling Stones in Nederland. Vanwege de chaos in 1964 in het Kurhaus organiseerde Paul Acket dat concert toen in de Brabanthallen te 's-Hertogenbosch, op 26 maart 1966. Hitweek (het vakblad voor langharig werkschuw tuig) schreef dat The Outsiders beter waren dan de Stones en veel fans waren het daarmee eens. De Outsiders braken vervolgens landelijk door. De band had al een platencontract bij het OpArtlabel van Muziek Expres en namen You mistreat me en I Love Her Still, I Always Will op. Het werden geen hits, maar ze leverden de groep wel een contract bij platenmaatschappij Relax van Willem Duys op. Het erop volgende Lying All the Time belandde hoog in de hitparade, gevolgd door Touch, het bekendste nummer van The Outsiders. Andere hits zijn Keep On Trying, Monkey On Your Back en Summer Is Here.
De stijl van The Outsiders was veel meer garagerock dan typische Nederbiet. De eerste langspeelplaat van The Outsiders bevatte naast studio-opnames ook live-opnames. Die waren op 17 februari 1967 opgenomen in Beatcentum 'De Schuur' in Breda. GTB Bakker's mobiele 8-sporenstudio was ter plaatse en nam in een dag de LP op. Dat was een primeur in Nederland. Een verslag vind je in "Outsiders door insiders" beschreven. De band trad op in Parijs in het voorprogramma van Little Richard. Zanger Wally Tax had inmiddels ook solo een aantal successen.
Rond 1968 naderde het einde van de band snel, nadat Krabbendam in 1967 uit de band was gezet en Rammers midden 1968 uit eigen beweging naar CCC Inc. vertrok. Ze werden door multi-instrumentalist Frank Beek vervangen en de groep maakte nog één LP, C.Q.
In 1969 hield de band op te bestaan en ging over in de band Tax Free.
Midden jaren 80 was er een revival toen Tax en Busch met gastmuzikanten als The Outsiders optraden. Frank Beek overleed in 1985.
De voormalige leden van The Outsiders waren in de jaren 90 van elkaar vervreemd en onderhielden geen contact meer. Het project van Jerome Blanes om een officiële biografie te schrijven heeft ze weer bij elkaar gebracht. Gelijktijdig met de uitgave van de biografie ondernamen The Outsiders in 1997 een grootscheepse reünietournee. Ton Krabbendam werd toen vervangen door Pieterjan Stuffers. De biografie bevat een bijna dag-tot-dagverslag van de geschiedenis van de band, een volledige discografie, een bijna complete concertagenda, een lijst van gebruikte instrumenten per opgenomen song en een voorwoord van gitarist Ronnie Splinter. Het boek kwam tot stand met hulp van alle bandleden, managers, familieleden, soundengineers, fans, enz. Het kreeg goede recensies in Muziekkrant Oor en was tweemaal het boek van de maand. Een Engelse vertaling werd in 2008 uitgebracht bij www.lulu.com.
Nadat Tax de band eind 1997 verliet en werd vervangen door Edwin de Boer, volgde in 1998 een toer met oude en nieuwe nummers. Aan alle geruchten over een nieuwe reünie van de groep kwam abrupt een einde in april 2005, toen Wally Tax overleed. De doodsoorzaak is niet bekendgemaakt, maar er werd gedacht aan een overdosis medicijnen of een epileptische aanval.
Tom Krabbendam heeft na zijn periode bij The Outsiders nooit meer gespeeld en is toen (weer) als houtbewerker actief geworden. Met zijn eerste vrouw, met wie hij twee kinderen had, is hij eind jaren 70 naar Noord-Groningen verhuisd, waar hij zich toelegde op het maken van onderdelen voor houtzaagmolens. Na zijn scheiding is Krabbendam opnieuw getrouwd, en ook uit dit huwelijk kreeg hij twee kinderen. Hij is op 28 januari 2012 te Woltersum bij houtzaagmolen De Fram tamelijk onverwacht overleden aan een hartaanval, 63 jaar oud.
Splinter is op 19 mei 2013 op 64-jarige leeftijd overleden. Appie Rammers en Leen Busch waren van april 2015 tot begin 2017 weer actief met Tax & The Outsiders samen met Tycho Tax (zang), Yuri Tax (gitaar) en Mick Langenberg (gitaar). Rammers heeft anno 2018 een eigen rock-'n-rollband, Br Double You, waarmee hij voornamelijk in Friesland optreedt.

## Discografie

### Albums
- 1967 - Outsiders - 12"LP - RELAX - 30 007
- 1967 - Outsiders Songbook - 12"LP - TEENBEAT - APLP 102
- 1968 - C.Q. - 12"LP - POLYDOR - 236 803
- 1972 - The Outsiders - 12"LP - IMPERIAL - 5C 048 51127
- 1989 - Finishing Touch - CD - EMI - 791 913 2
- 1993 - C.Q. (Complete Polydor Tapes) (+5) - CD - PSEUDONYM - CDP 1005 DD
- 1994 - C.Q. Sessions - 2 CD's - PSEUDONYM - CDP 1010 DD
- 1994 - Outsiders (+7) - CD - PSEUDONYM - CDP 1021 DD
- 1995 - Strange Things Are Happening: The Complete Singles 1965-69 - CD - RPM - RPMBC 244
- 2001 - C.Q. (+5) - CD - PSEUDONYM - CDP 1073 DD
- 2002 - The Very Best Album Ever - CD - EMI - 539 163 2
- 2002 - Singles A's & B's - 2 CD's - HUNTER MUSIC - HM 1383 2
- 2004 - Outsiders + CQ - CD - HUNTER MUSIC - HMR 1582 2
- 2006 - The Outsiders/Wally Tax: Live 1968-2002 - CD - Fonos - CDVPRO-002
- 2008 - 50 Jaar Nederpop - Classic Bands - CD - UNIVERSAL - 178 612 7
- 2010 - Afraid Of The Dark - 12"LP - PSEUDONYM - VP99 012
- 2010 - Beat Legends - CD - PSEUDONYM - CDP 1102-B (als bijlage in boek Beat Legends)

### Singles
- 1965 - You Mistreat Me / Sun's Going Down - 7"single - MUZIEK EXPRESS - ME 1003
- 1966 - Felt Like I Wanted To Cry / I Love Her Still, I Always Will - 7"single - MUZIEK EXPRESS - ME 1006
- 1966 - Lying All the Time / Thinking About Today - 7"single - RELAX - 45 004
- 1966 - Keep On Trying / That's Your Problem - 7"single - RELAX - 45 006
- 1966 - Touch / The Ballad Of John B. - 7"single - RELAX - 45 016
- 1967 - Monkey on your back / What's Wrong With You - 7"single - RELAX - 45 025
- 1967 - Summer Is Here / Teach Me To Forget You - 7"single - RELAX - 45 048
- 1967 - I've Been Loving You So Long / I'm Only Trying To Prove To Myself, That I'm Not Like Everybody Else - 7"single - RELAX - 45 058
- 1967 - Don't You Worry About Me / Bird In A Cage - 7"single - RELAX - 45 068
- 1968 - Cup Of Hot Coffee / Strange Things Are Happening - 7"single - RELAX - 45 088
- 1968 - I Don't Care / You Remind Me - 7"single - POLYDOR - S 1266
- 1969 - Do You Feel Allright / Daddy Died On Saturday - 7"single - POLYDOR - S 1300
- 1973 - Touch / Monkey On Your Back + Lying All The Time - 7"EP - IMPERIAL - 5C 006 24835X
- 1994 - M.A. Song - 7"FD - I GO APE - F 004
- 1994 - Lying All The Time + Talk To Me / If You Don't Treat Me Right + I Want To Know - 7"EP - BEAT CRAZY - BC 001
- 2010 - You Mistreat Me + Sun's Going Down + Thinking About Today (Previously Unreleased Live Version) / Felt Like I Wanted To Cry + I Love Her Still, I Always Will - 10"EP - PSEUDONYM - VP99 013

### NPO Radio 2 Top 2000
| Nummers met noteringen in de NPO Radio 2 Top 2000 | '99  | '00  | '01  | '02  | '03  | '04  | '05  | '06  | '07  | '08  | '09  | '10  | '11  | '12  | '13  | '14  | '15  |
| ------------------------------------------------- | ---- | ---- | ---- | ---- | ---- | ---- | ---- | ---- | ---- | ---- | ---- | ---- | ---- | ---- | ---- | ---- | ---- |
| Lying All the Time                                | -    | -    | -    | -    | -    | -    | 1454 | 1084 | 1282 | 1688 | 1202 | 1281 | 1565 | 1867 | 1797 | 1888 | 1926 |
| Monkey on your back                               | -    | 1726 | -    | -    | -    | -    | -    | -    | -    | -    | -    | -    | -    | -    | -    | -    | -    |
| Summer Is Here                                    | -    | 1398 | -    | 1655 | -    | 1806 | 1680 | 1849 | -    | 1990 | -    | -    | -    | -    | -    | -    | -    |
| Touch                                             | 1115 | 974  | 1354 | 1358 | 1074 | 1323 | 1006 | 1329 | 1810 | 1345 | 1566 | 1492 | -    | -    | -    | -    | -    |

1. ↑  Een '-' betekent dat het nummer niet was genoteerd en een vetgedrukt getal geeft de hoogste notering van een nummer aan.
2. ↑  Deze tabel is bijgewerkt tot en met de laatste editie (2024).